# Monaeses pachpediensis
Monaeses pachpediensis là một loài nhện trong họ Thomisidae.
Loài này thuộc chi Monaeses. Monaeses pachpediensis được Benoy Krishna Tikader miêu tả năm 1980.